# Chiesa del Santissimo Cuore di Gesù (Lasa)
La chiesa del Santissimo Cuore di Gesù (in tedesco Herz Jesu Kirche) è la parrocchiale di Tanas (Tanas), frazione di Lasa (Loos) in Alto Adige. Fa parte del decanato di Silandro nella diocesi di Bolzano-Bressanone e risale al XIX secolo.

## Storia

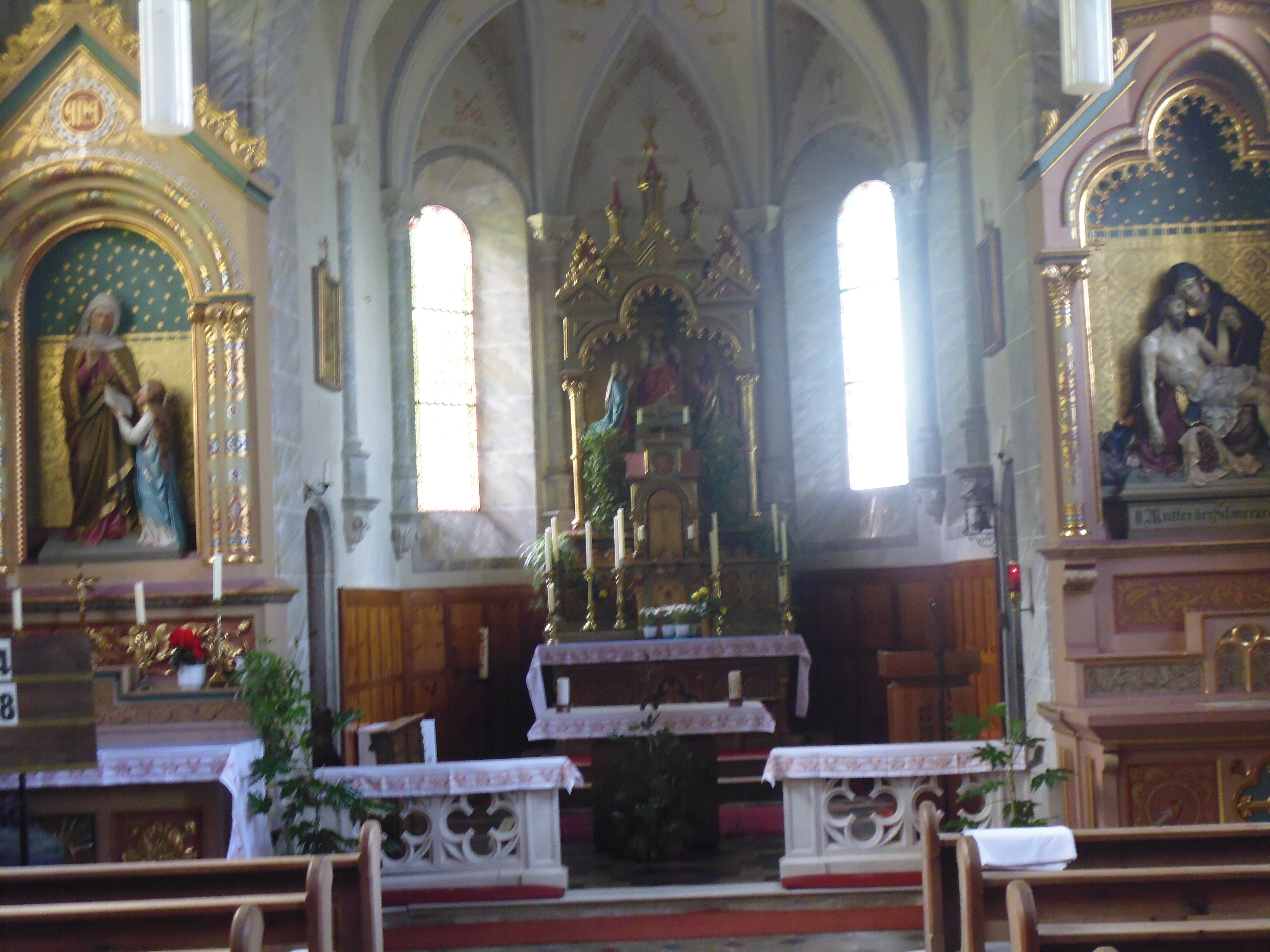
Presbiterio con altare maggiore e altari laterali nella navata.

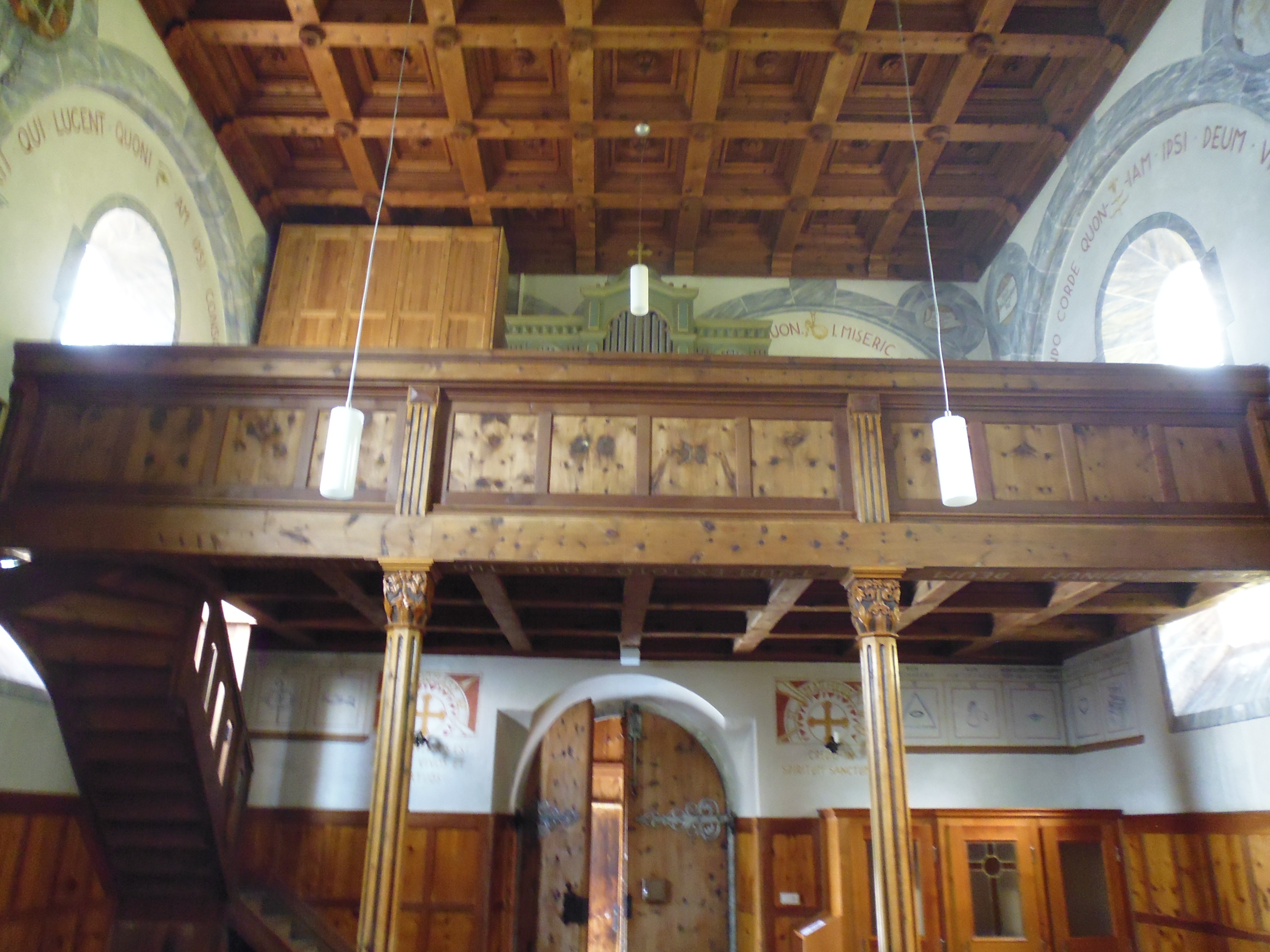
Controfacciata con organo a canne.

La chiesa parrocchiale di Tanas con dedicazione al Santissimo Cuore di Gesù è stata costruita verso la fine del XIX secolo secondo lo stile neoromanico su progetto di J. Stecher, di Prato allo Stelvio.

## Descrizione
La chiesa è un monumento sottoposto a tutela col numero 15530 nella provincia autonoma di Bolzano.

### Esterni
Il luogo di culto si trova nella zona cimiteriale della comunità, ai margini dell'abitato. Presenta una facciata a capanna e sulle fiancate e nella parte absidale ha molte ampie finestre con arco a tutto sesto che portano luce alla sala. 
La torre campanaria si alza in posizione arretrata sulla sinistra e unita alla chiesa, accanto all'abside poligonale. La cella campanaria si apre con quattro finestre a monofora e la copertura è una tipica piramide acuta a base ottagonale.

### Interni
La navata interna è unica e molto luminosa. Le opere scultoree presenti nella sala sono opera di Anton Santifaller. L'altare maggiore conserva il gruppo che raffigura la Madonna e San Giuseppe che adorano il Cuore di Gesù.
La copertura della sala è a cessettoni lignei. In controfacciata si trova l'organo a canne.